# لوسيوس روبنسون
وهو سياسي أمريكي ينتمي إلى الحزب الديموقراطي ولد لوسيوس روبنسون في 4 تشرين الثاني / نوفمبر من سنة 1810 في ولاية نيويورك بدأ حياته المهنية في عام 1832 بصفته محاميا شغل روبنسون منصب حاكم ولاية نيويورك ما بين عامي 1877 إلى عام 1879 توفي لوسيوس روبنسون في 23 أذار / مارس من سنة 1891 في ولاية نيويورك.